# 11 janvier
Pour les articles homonymes, voir Onze-Janvier.
11 décembre 11 février
Chronologies thématiques
- Croisades
- Ferroviaires
- Sports
- Disney
- Anarchisme
- Catholicisme

Abréviations / Voir aussi
- (° 1852) = né en 1852
- († 1885) = mort en 1885
- a.s. = calendrier julien
- n.s. = calendrier grégorien
- Calendrier
- Calendrier perpétuel
- Liste de calendriers
- Naissances du jour

Le 11 janvier est le 11e jour de l'année du calendrier grégorien.
Il reste 354 jours avant la fin de l'année, 355 lorsqu'elle est bissextile.
C'était généralement le 22e jour du mois de nivôse dans le calendrier républicain / révolutionnaire français, officiellement dénommé jour du sel.

## Événements

### Iersiècleav. J.-C.
- -49 : Jules César franchit le Rubicon, déclenchant ainsi une guerre civile à Rome ( et 10 janvier).

### IVesiècle
- 381 : l'empereur romain Théodose accueille le chef goth Athanaric venu faire sa soumission à Constantinople.

### VIesiècle
- 532 : la sédition Nika fait vaciller le trône de l'empereur Justinien à Constantinople.

### XIesiècle
- 1055 : à la mort de Constantin Monomaque, le pouvoir revient à la nouvelle impératrice byzantine Théodora.

### XIIesiècle
- 1158 : Frédéric Barberousse couronne roi de Bohême le prince Vladislav.

### XVIIIesiècle
- 1790 : traité d'union et établissement du congrès souverain des États belgiques unis, à la suite de la révolution brabançonne.
- 1794 : bataille de Grasla pendant la guerre de Vendée.
- 1796 : bataille de Romagné pendant la Chouannerie.

### XIXesiècle
- 1805 : le territoire du Michigan est institué par une loi votée par le Congrès des États-Unis.
- 1863 : fin de la bataille de Fort Hindman.
- 1871 : début de la bataille du Mans en France.
- 1879 : début d'une guerre anglo-zouloue dans le sud de l'Afrique.
- 1890 : un ultimatum britannique met fin à l'ambition portugaise de la carte rose dans le cadre du partage de l'Afrique.

### XXesiècle
- 1923 : début de l'occupation de la Ruhr allemande, l'une des sanctions prévues par le traité de Versailles de 1919.
- 1942 : occupation japonaise de Kuala Lumpur (guerre indiano-pacifique ou seconde guerre mondiale).
- 1944 :
  - exécution de Galeazzo Ciano après le procès de Vérone.
  - Publication au Maroc du Manifeste de l'indépendance, vis-à-vis de la France encore occupée.
- 1946 : proclamation de la République populaire socialiste d'Albanie.
- 1972 : reconnaissance du Bangladesh ex-Pakistan oriental par le Pakistan.
- 1976 : Alfredo Poveda prend le pouvoir en Équateur.
- 1983 : Thomas Sankara est nommé Premier ministre de la République de Haute-Volta actuel Burkina Faso.
- 1991 : l'armée rouge envahit les États baltes (début des Événements de janvier).
- 1992 : démission du président algérien Chadli Bendjedid.
- 2000 :
  - amnistie totale des membres de l'Armée islamique du salut en Algérie.
  - Refus par le Royaume-Uni d'extrader Augusto Pinochet vers l'Espagne et le juge Baltasar Garzón pour raisons officielles de santé.

### XXIesiècle
- 2013 : l'armée française intervient dans le conflit malien (opération Serval) et en profite pour libérer l'otage Denis Allex.
- 2015 :
  - la « Marche républicaine » en mémoire des victimes des attentats de janvier 2015 contre Charlie Hebdo, une policière à Montrouge, un magasin Hyper-Kasher, et pour l'attachement aux libertés d'expression, réunit plus de 4 millions de personnes en France dont 47 dirigeants de gouvernements du monde entier à Paris.
  - L’ancienne ministre Kolinda Grabar-Kitarović emporte l’élection présidentielle en Croatie.
- 2018 : Antoine Delcour est relaxé par la Cour de cassation du Luxembourg dans un scandale Luxembourg Leaks (ou LuxLeaks).
- 2020 :
  - élections présidentielle, vice-présidentielle et élections législatives à Taïwan. La présidente sortante Tsai Ing-wen est reconduite dans ses fonctions et son parti conserve la majorité parlementaire plutôt à l'encontre du régime chinois continental[1].
  - Au Sultanat d'Oman, Haïtham ben Tariq devient sultan à 65 ans en succédant à son cousin décédé la veille Qabus ibn Saïd qui a régné sur le pays pendant un demi-siècle[2].

## Art, culture et religion
- 1697 : parution du conte Le Petit Chaperon rouge de Charles Perrault.
- 1732 : première représentation d'Ezio, opéra en trois actes de Haendel.
- 1929 : première du Stabat Mater de Szymanowski.
- 1940 : première russe du ballet Roméo et Juliette de Serge Prokofiev.
- 1964 : ouverture du Whisky a Go Go, première salle de danse appelée « discothèque ».
- 1995 : sortie française du film de Cédric Klapisch Le Péril jeune, au départ issu d'une série de téléfilms commandés par Arte sur les années lycée et y révélant notamment Romain Duris, Vincent Elbaz, Élodie Bouchez, Hélène de Fougerolles, sur des souvenirs personnels de la classe de Terminale du lycée Voltaire de Paris 11e en 1975/76 du cinéaste scénariste dont c'est le 2e long-métrage après Riens du tout[3].
- 2018 : 23e cérémonie des Critics' Choice Movie Awards à Santa Monica en Californie.

## Sciences et techniques
- 1797 : William Herschel découvre Titania et Obéron, les deux plus grands satellites naturels d'Uranus.
- 1922 : premier malade diabétique traité avec succès à l'insuline[4].
- 1935 : 
  - controverse entre Eddington et Chandrasekhar sur les naines blanches.
  - L'aviatrice Amelia Earhart réalise le premier vol en solitaire entre Hawaï et la Californie.
- 1978 : deux cosmonautes soviétiques amarrent leur vaisseau spatial Soyouz à la station orbitale Salyout-6, y rejoignant deux autres cosmonautes amarrés à la station depuis la fin de 1977. C'est un pas important vers l'établissement d'une station orbitale permanente.
- 1986 : l'explorateur français François Varigas émule de Jack London atteint le pôle sud terrestre après avoir parcouru 1 600 km en traîneau à onze chiens[3].
- 2002 : des chercheurs de l'Université de Californie à Los Angeles (UCLA) annoncent avoir mis au point le premier test de dépistage précoce de la maladie d'Alzheimer.
- 2007 : la Chine procède à la destruction d'un de ses propres satellites - Feng-Yun 1-C - au moyen d'un missile ASAT.
- 2008 : sortie de KDE 4, nouvelle interface graphique vectorielle pour Linux, et à terme pour Windows et MacOS.
- 2021 : début de forts coefficients de marées jusqu'au 17 courant, en passant par la nouvelle Lune du 13[5].

## Économie et société
- 1693 : un séisme au Val di Noto détruit une partie de la Sicile et de l'île de Malte.
- 1886 : à New York, première partie du premier championnat du monde officiel d’échecs.
- 1898 : acquittement du commandant Esterhazy accusé de faux dans l'affaire Dreyfus en France.
- 1909 : signature du traité créant une Commission mixte internationale sur les eaux limitrophes des États-Unis et du Canada.
- 1962 :
  - inauguration du paquebot France en présence du Premier ministre Michel Debré et d'autres ministres comme Valéry Giscard d'Estaing.
  - Une avalanche ensevelit un village dans les Andes péruviennes à Huascarán (3 000 morts).
- 1983 : à court de candidats jurés, le juge Jean-Guy Boilard en fait attraper sur la voie publique à Joliette (Québec).
- 1988 : verdict d'un procès de l'Amoco Cadiz à Chicago. 468 millions de francs devront être versés à l'État Français et aux communes bretonnes touchées par la marée noire de mars 1978.
- 1994 : les responsables de quatorze pays francophones africains réunis à Dakar décident une dévaluation de 50 % du franc CFA.
- 2000 : la Commission européenne adopte une directive visant à rendre obligatoire l'étiquetage des produits alimentaires composés à plus d'1 % d'organismes génétiquement modifiés (O.G.M.).

## Naissances

### IVesiècle
- 347 : Théodose Ier, empereur romain († 17 janvier 395).

### XIVesiècle
- 1359 : Go-En'yū, empereur japonais († 6 juin 1393).

### XVIesiècle
- 1503 : Parmigianino, peintre italien († 24 août 1540).
- 1545 : Guidobaldo del Monte, mathématicien et physicien des Marches, alors faisant partie des États pontificaux († 6 janvier 1607).

### XVIIesiècle
- 1638 : Niels Stensen, anatomiste, géologue et évêque danois († 26 novembre 1686).

### XVIIIesiècle
- 1707 : Vincenzo Riccati, mathématicien vénitien († 17 janvier 1775).
- 1732 : Pehr Forsskål, explorateur, orientaliste et naturaliste suédois († 11 juillet 1763).
- 1734 : Achille Pierre Dionis du Séjour, homme politique, mathématicien et astronome français († 22 août 1794).
- 1774 : Antoine Drouot, militaire français († 24 mars 1847).

### XIXesiècle
- 1808 : Victor de Persigny, homme politique français († 12 janvier 1872).
- 1815 : John A. Macdonald, homme d'État canadien († 6 juin 1891).
- 1825 : William Spottiswoode, mathématicien britannique († 27 juin 1883).
- 1842 : William James, philosophe américain († 26 août 1910).
- 1844 :
  - Amédée Bollée, fondeur de cloches, et inventeur français, spécialisé dans le domaine de l’automobile († 20 janvier 1917).
  - Franz Schrader, géographe, alpiniste, cartographe et peintre français († 18 octobre 1924).
- 1849 : Philipp Bertkau, zoologiste allemand († 22 octobre 1894).
- 1856 : Giovanni Rossi anarchiste italien († 9 janvier 1943).
- 1858 : Margaret Nevinson, écrivaine et militante suffragiste britannique († 8 juin 1932).
- 1868 : Shimizu Shikin, écrivaine et activiste japonaise († 31 juillet 1933).
- 1874 : John W. Glenister, éditeur de pulps magazines et de comics américain († 14 octobre 1937).Alice Paul.

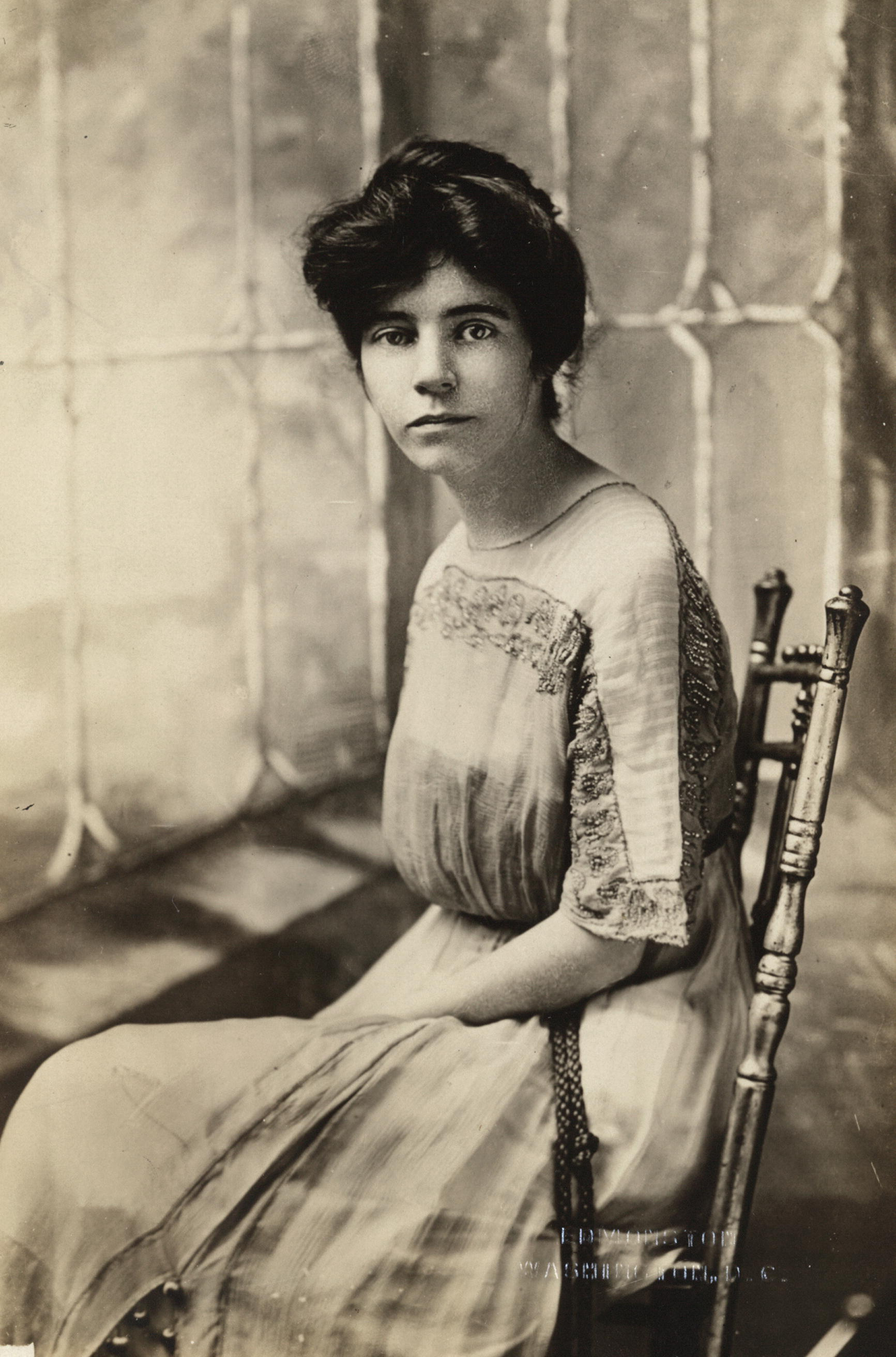
Alice Paul.

- 1875 : Reinhold Glière, compositeur russe († 23 juin 1956).
- 1876 : 
  - Ferdinand Gaillard artiste lyrique français († 25 août 1936).
  - Thomas Hicks, athlète américain, vainqueur du marathon aux JO de 1904 († 28 janvier 1952).
- 1878 : Elmer Harris, scénariste américain († 6 septembre 1966).
- 1880 : Elisabeth Achelis (en), militante américaine du calendrier universel/world calendar († 11 février 1973).
- 1885 : Alice Paul, suffragette américaine († 9 juillet 1977).
- 1886 :
  - Joseph Jean Bougie, hockeyeur sur glace canadien († 19 octobre 1918).
  - Virginia Brooks, suffragette et écrivaine américaine († 15 juin 1929).
  - Henri Cazalet, homme politique français († 9 avril 1944).
  - Chester Conklin, acteur américain († 11 octobre 1971).
  - Frederick Koolhoven, pionnier et constructeur aéronautique néerlandais († 1er juillet 1946).
  - Gabrielle Lévy, neurologue française († 6 octobre 1934).
  - Jean-Jacques Liabeuf, cordonnier et condamné français († 1er juillet 1910).
  - Elsa Rendschmidt, patineuse artistique allemande († 9 octobre 1969).
  - Warner Richmond, acteur américain († 19 juin 1948).
  - Geneviève Rostan, illustratrice et graveuse française († 15 août 1974).
  - Langdon West, réalisateur américain († 27 juillet 1947).
  - George Zucco, acteur et metteur en scène britannique († 27 mai 1960).
- 1893 : Florentino Ballesteros, matador espagnol († 24 avril 1917).
- 1897 : Kazimierz Nowak, explorateur polonais († 13 octobre 1937).
- 1898 : Nacional II, matador espagnol († 4 octobre 1925).
- 1899 : Eva Le Gallienne, actrice anglo-américaine († 3 juin 1991).

### XXesiècle
- 1902 : Maurice Duruflé, compositeur français († 16 juin 1986).
- 1903 : 
  - Alan Paton, écrivain sud-africain († 12 avril 1988).
  - René Berthelot, compositeur et chef d'orchestre français († 6 janvier 1999).
- 1906 : 
  - Abdulkerim Alizada, historien azerbaïdjanais († 3 décembre 1979).
  - Albert Hofmann, chimiste suisse, inventeur du LSD († 29 avril 2008)
- 1907 : Pierre Mendès France, homme d'État français († 18 octobre 1982)[6].
- 1908 : Lionel Stander, acteur américain († 30 novembre 1994).
- 1911 :
  - Brunhilde Pomsel, secrétaire allemande de Joseph Goebbels devenue centenaire († 27 janvier 2017).
  - Zenkō Suzuki, 70e premier ministre du Japon († 19 juillet 2004).
- 1915 : Violette Nozière, meurtrière française († 26 novembre 1966)[6].
- 1916 : Bernard Blier, acteur français († 29 mars 1989)[6].
- 1917 :
  - Khan Abdul Wali Khan, homme politique pakistanais († 26 janvier 2006).
  - John Robarts, homme politique canadien († 18 octobre 1982).
- 1921 : Robert Galley, homme politique français († 8 juin 2012).
- 1923 : Jacqueline Maillan, comédienne française († 12 mai 1992)[6].
- 1924 :
  - Don Cherry (en), chanteur et golfeur américain († 4 avril 2018).
  - Slim Harpo, musicien et chanteur de blues américain († 31 janvier 1970).
- 1925 : Maung Maung, homme d'État birman († 18 septembre 1994).
- 1926 :
  - Lev Demine, cosmonaute soviétique († 18 décembre 1998).
  - Eberhard Zeidler, architecte canadien d'origine allemande († 7 janvier 2022).
- 1929 : Nicoletta Orsomando dite Signora Buonasera, actrice et doyenne des speakerines de télévision italienne († 21 août 2021).
- 1930 : 
  - José Germain, chanteur baryton-basse et saxophoniste français.
  - Rod Taylor, acteur australien († 7 janvier 2015).
- 1932 : Alfonso Arau, réalisateur mexicain.
- 1934 : 
  - Jean Chrétien, homme d'État canadien[6].
  - Antonio Seguí, artiste argentin, peintre, sculpteur, graveur, illustrateur, collectionneur d'art primitif († 26 février 2022).
- 1936 : Alexis Gourvennec, entrepreneur français, créateur de Brittany Ferries († 19 février 2007).
- 1939 : 
  - Anne Heggtveit, skieuse alpine canadienne.
  - Jean Boudehen, céiste français vice-champion olympique († 4 septembre 1982).
- 1940 : 
  - Franco Balmamion, cycliste italien.
  - John Ebong Ngole, homme politique camerounais († 2 juillet 2020).
- 1941 : Georges Claisse, comédien français et doublure vocale en radio († 15 novembre 2021).
- 1942 : Clarence Clemons, saxophoniste américain de l'E Street Band († 18 juin 2011).
- 1945 : 
  - Christine Kaufmann, actrice allemande († 28 mars 2017).
  - Tony Kaye, musicien britannique du groupe Yes.
- 1946 :
  - Gérard Chaillou, acteur français.
  - Lou Deprijck, chanteur belge du groupe Lou and the Hollywood Bananas († 19 septembre 2023).
  - Naomi Judd, actrice, scénariste et productrice américaine († 30 avril 2022).
  - Lioudmila Bobrus-Poradnyk, joueuse de handball ukrainienne double championne olympique.
- 1948 :
  - Philippe Bourguignon, homme d'affaires français, premier président d'Euro-Disney devenu Disneyland Paris Europe.
  - Jean Espilondo, homme politique français.
  - Madeline Manning, athlète américaine championne olympique.
  - Luzia Inglês Van-Dúnem, femme politique angolaise.
- 1949 : Alain Duault, écrivain, poète, animateur de radio et de télévision français spécialisé dans la musique classique et l'opéra.
- 1950 : Paul Amar, journaliste français[6].
- 1951 : Brenda Kirk, joueuse de tennis sud-africaine († 6 septembre 2015).
- 1952 :
  - Ben Crenshaw, golfeur américain.
  - Lee Ritenour, guitariste de jazz américain.
- 1956 : Philippe Chevallier, humoriste duettiste français.
- 1957 : Claude Criquielion, cycliste belge († 18 février 2015).
- 1958 : 
  - Hervé Granger-Veyron, escrimeur français médaillé olympique.
  - Vicki Peterson, musicienne américaine du groupe The Bangles.
- 1959 : Rob Ramage, défenseur de hockey sur glace canadien.
- 1961 : Louis Langrée, chef d'orchestre français.
- 1962 : Sylvie Drapeau, actrice québécoise.
- 1964 : Albert Dupontel, humoriste, comédien et cinéaste français.
- 1965 :
  - Marzieh Afkham, diplomate iranienne.
  - Bertrand de Billy, chef d'orchestre français.
  - Zhou Jihong, plongeuse chinoise championne olympique.
- 1967 : Aygun Samedzade, compositrice azerbaïdjanaise.
- 1969 : Difool (David Massard, dit), animateur français de radio.
- 1970 :
  - Frédéric Daerden, homme politique belge.
  - Malcolm D. Lee, réalisateur, scénariste et producteur américain.
- 1971 : Mary J. Blige, chanteuse américaine.
- 1972 :
  - Amanda Peet, actrice américaine.
  - Patrick Guérineau, acteur français.
  - Yang Wenyi, nageuse chinoise championne olympique.
- 1974 : Xiong Ni, plongeur chinois triple champion olympique.
- 1975 : Rory Fitzpatrick, hockeyeur professionnel américain.
- 1977 : Jérôme Kerviel, opérateur de marché breton et français.
- 1978 : Emile Heskey, footballeur anglais.
- 1979 : 
  - Justin Wellington (en), chanteur australo-papouasien-néo-guinéen, co-repreneur du tube Iko Iko.
  - Wyatt Allen, rameur d'aviron américain, champion olympique.
- 1980 : Jung Jae-eun, taekwondoïste sud-coréenne, championne olympique.
- 1981 : Bafo Biyela, footballeur sud-africain († 17 septembre 2012).
- 1982 :
  - Clint Greenshields, joueur de rugby à XIII franco-australien.
  - Grégory Lacombe, footballeur français.
  - Julie Villers, comédienne et humoriste belge.
  - Son Ye-jin, actrice sud-coréenne.
- 1983 : Adrian Sutil, pilote de F1 allemand.
- 1985 :
  - Kazuki Nakajima, pilote de F1 et de courses automobile d'endurance japonais.
  - José Vitor Moreira Semedo, footballeur portugais.
- 1986 : Jamal Shuler, basketteur américain.
- 1987 :
  - David Ramseyer, basketteur franco-suisse.
  - Jamie Vardy, footballeur anglais.
- 1988 :
  - Cameron Meyer, coureur cycliste australien.
  - Josh Schneider, nageur américain.
- 1989 : Benoît Dubois, chroniqueur et animateur de télévision français.
- 1990 :
  - Saúl Jiménez Fortes, matador espagnol.
  - Ismaily, footballeur brésilien.
  - Kotoki Zayasu, joueuse de volley-ball japonaise.
- 1991 :
  - Florian Makhedjouf, footballeur français.
  - Ferdinand Prenom, basketteur français.
- 1992 : Daniel Carvajal, footballeur espagnol.
- 1993 :
  - Joachim Eickmayer, footballeur français.
  - Michael Keane, footballeur anglais.
  - Will Keane, footballeur anglais.
  - Timo Roosen, coureur cycliste néerlandais.
- 1995 : David Rivière, coureur cycliste réunionnais.
- 1996 : Leroy Sané, footballeur allemand.
- 1997 : Cody Simpson, chanteur australien.
- 1998 : Elisa De Almeida, footballeuse française.

## Décès

### IVesiècle
- 314 : Miltiade, pape (° inconnue).

### VIIIesiècle
- 705 : Jean VI, pape (° 655).

### IXesiècle
- 812 : Staurakios, empereur byzantin (° v. 778).

### XIesiècle
- 1055 : Constantin IX le Monomaque, empereur byzantin (° v. 1000).

### XIIesiècle
- 1151 : Thibaut IV, comte de Blois et de Champagne (° v. 1090-1095).

### XIIIesiècle
- 1266 : Świętopełk II, duc de Poméranie (° v. 1190-1200).

### XIVesiècle
- 1331 : Przemko II, duc de Głogów (° v. 1300-1308).

### XVesiècle
- 1443 : La Hire (Étienne de Vignolles, dit), chevalier français (° v. 1390).
- 1494 : Domenico Ghirlandaio, peintre florentin (° 2 juin 1448).
- 1495 : Pedro González de Mendoza, prélat espagnol (° 3 mai 1428).

### XVIesiècle
- 1593 : Scipione Gonzaga, cardinal italien (° 11 novembre 1542).

### XVIIesiècle
- 1665 : Louise de La Fayette, favorite de Louis XIII (° 8 novembre 1618).

### XVIIIesiècle
- 1713 : Pierre Jurieu, religieux protestant français (° 24 décembre 1637).
- 1753 : Hans Sloane, médecin, naturaliste et collectionneur irlandais d'origine écossaise (° 16 avril 1660).
- 1771 : Jean-Baptiste Boyer d'Argens, écrivain français (° 24 juin 1704).
- 1788 : François Joseph Paul de Grasse, militaire français (° 13 septembre 1722).

### XIXesiècle
- 1801 : Domenico Cimarosa, compositeur napolitain (° 17 décembre 1749).
- 1826 : Charles Marie Le Clerc de Juigné, militaire et homme politique français (° 10 mai 1764).
- 1836 : John Molson, brasseur et entrepreneur canadien d’origine britannique (° 28 décembre 1763).
- 1843 : Francis Scott Key, juriste américain (° 1er août 1779).
- 1882 : Theodor Schwann, physiologiste allemand (° 7 décembre 1810).
- 1885 :
  - Rodolphe Bresdin, dessinateur et graveur français (° 12 août 1822).
  - Henry L. Eustis, général américain (° 1er février 1819).
  - Agénor de Gramont d'Aster, homme politique et diplomate français (° 8 mars 1814).
  - Anne Marie Janer i Anglarill, religieuse espagnole (° 18 décembre 1800).
  - Helga de la Brache, escroc suédoise (° 6 septembre 1817).
  - Salvatore Lo Forte, peintre italien (° 20 mars 1804).
  - Clarina I. H. Nichols, journaliste et féministe américaine (° 25 janvier 1810).
  - Mariano Ospina Rodríguez, premier président de la Confédération grenadine (° 18 octobre 1805).
  - Amable Tastu, femme de lettres, poétesse et librettiste française (° 30 août 1795).
  - Santo Varni, sculpteur italien (° 1er novembre 1807).
- 1886 : 
  - Pema Kunzang Chogyal, tulkou tibétain (° 1854).
  - Azusa Ono, juriste et homme politique japonais (° 10 mars 1852).
- 1891 : Georges Eugène Haussmann, préfet français de la Seine des transformations de Paris sous le Second Empire (° 27 mars 1809).
- 1897 : Louis Roussel, prêtre cofondateur des Orphelins apprentis d'Auteuil (° 5 décembre 1825).

### XXesiècle
- 1901 : Vassili Kalinnikov, compositeur russe (° 13 janvier 1866).
- 1904 : Mary Ellen Pleasant, entrepreneuse abolitionniste américaine (° 19 août 1814).
- 1923 : Constantin Ier, roi des Hellènes (° 2 août 1868).
- 1928 : Thomas Hardy, écrivain britannique (° 2 juin 1840).
- 1941 : Emanuel Lasker, mathématicien et joueur d'échecs allemand (° 24 décembre 1868).
- 1944 : Galeazzo Ciano, homme politique et diplomate italien (° 18 mars 1903).
- 1947 : Eva Tanguay, chanteuse et artiste de vaudeville d'origine québécoise (° 1er août 1878).
- 1949 : Torsten Carleman, mathématicien suédois (° 8 juillet 1892).
- 1952 : Jean de Lattre de Tassigny, militaire français (° 2 février 1889).
- 1954 : Oscar Straus, compositeur autrichien (° 6 mars 1870).
- 1966 : Alberto Giacometti, peintre et sculpteur suisse (° 10 octobre 1901).
- 1983 : Nikolaï Podgorny, homme politique soviétique (° 18 février 1903).
- 1988 :
  - Gregory Boyington, militaire américain (° 4 décembre 1912).
  - Marc-Armand Lallier, prélat français (° 3 décembre 1906).
  - Isidor Isaac Rabi, physicien américain, Prix Nobel de physique en 1944 (° 29 juillet 1898).
- 1990 : Francis Pagnon, musicologue français (° 7 avril 1950).
- 1991 : Carl David Anderson, physicien américain, Prix Nobel de physique en 1936 (° 3 septembre 1905).
- 1994 :
  - Charles-Marie Himmer, prélat belge (° 10 avril 1902).
  - Édouard Rinfret, homme politique et juge québécois (° 12 mai 1905).
- 1996 :
  - Roger Crozier, gardien de but de hockey sur glace canadien (° 16 mars 1942).
  - Alain Girard, sociologue et démographe français (° 13 mars 1914).
- 1998 :
  - Pierre Boulat, photographe, photojournaliste et reporter français (° 3 juin 1924).
  - Jean Serge, metteur en scène et scénariste français (° 16 septembre 1916).
  - Klaus Tennstedt, chef d'orchestre allemand (° 6 juin 1926).
- 1999 :
  - Fabrizio De André, chanteur italien (° 18 février 1940).
  - Toni Fisher, chanteuse américaine (° 4 décembre 1924).
- 2000 :
  - Bob Lemon, lanceur de baseball américain (° 22 septembre 1920).
  - Solomon Mamaloni, homme politique salomonais (° janvier 1943).

### XXIesiècle
- 2002 :
  - Jan Burssens, peintre flamand (° 27 juin 1925).
  - Henri Verneuil, cinéaste français (° 15 octobre 1920).
- 2003 :
  - Mickey Finn, musicien britannique, percussionniste du groupe T. Rex (° 3 juin 1947).
  - Anthony Havelock-Allan, producteur, scénariste et réalisateur britannique (° 28 février 1904).
  - Maurice Pialat, réalisateur français (° 31 août 1925).
  - William Russo, musicien américain de jazz (° 25 juin 1928).
- 2004 : Mervyn Pike, femme politique britannique (° 16 septembre 1918).
- 2005 :
  - Raymond Chesa, homme politique français (° 10 février 1937).
  - Spencer Dryden, batteur de jazz et de rock américain du groupe Jefferson Airplane (° 7 avril 1938).
  - Jimmy Griffin (en), chanteur, guitariste et compositeur américain du groupe Bread (° 10 août 1943).
  - Fabrizio Meoni, pilote de moto italien (° 31 décembre 1957).
  - Jerzy Pawłowski, escrimeur et espion polonais (° 25 octobre 1932).
  - Thelma White, actrice américaine (° 4 décembre 1910).
- 2007 :
  - Solveig Dommartin, actrice et réalisatrice française (° 16 mai 1961).
  - Kéba Mbaye, juriste sénégalais (° 5 août 1924).
  - Robert Anton Wilson, écrivain américain (° 18 janvier 1932).
  - Fesshaye Yohannes, poète, dramaturge et journaliste érythréen (° 19 septembre 1958).
- 2008 : Sir Edmund Hillary, alpiniste néo-zélandais, premier vainqueur de l'Everest en 1953 (° 20 juillet 1919).
- 2010 :
  - Miep Gies, protectrice de la famille d'Anne Frank durant la Seconde Guerre mondiale (° 15 février 1909).
  - Éric Rohmer (Maurice Schérer dit), réalisateur et scénariste de cinéma français (° 21 mars 1920).
- 2011 : Marcel Trudel, enseignant universitaire et historien québécois (° 29 mai 1917).
- 2012 : Gilles Jacquier, journaliste de guerre de France Télévisions (° 25 octobre 1968)[7].
- 2013 : Aaron Swartz, informaticien américain et militant de l'Internet (° 8 novembre 1986).
- 2014 : Ariel Sharon, général et homme d'État israélien (° 26 février 1928).
- 2015 : Anita Ekberg, actrice suédoise (° 29 septembre 1931).
- 2017 :
  - Tommy Allsup, musicien américain du groupe The Crickets (° 24 novembre 1931).
  - André Queffurus, peintre français (° 30 janvier 1935).
  - Robert Sarrabère, prélat français (° 30 août 1926).
  - François Van Der Elst, footballeur belge (° 1er décembre 1954).
- 2021 : 
  - Vassilis Alexakis, écrivain franco-grec (° 25 décembre 1943).
  - Étienne Draber, acteur français de théâtre, de cinéma et de télévision (° 26 mars 1939).
- 2022 : 
  - David Sassoli, journaliste italien de télévision puis vice-président puis président du Parlement européen (° 30 mai 1956).
  - Ernest Shonekan, avocat, entrepreneur et homme d'État nigérian (° 9 mai 1936).
- 2025 :
  - Jean-Michel Billaut, analyste français (° 29 avril 1945).
  - Tiny Ruys, footballeur et entraîneur de football néerlandais (° 8 mai 1957).
  - Rolf Schweiger, avocat et homme politique suisse (° 9 janvier 1945).

## Célébrations

### Internationales et nationales

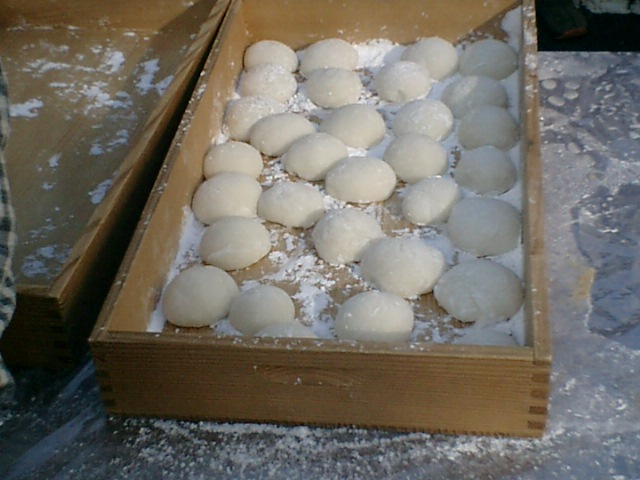
Gâteaux nippons de riz gluant ou mochis.

- Canada : Journée sir John A. Macdonald en l'honneur du tout premier Premier ministre du Canada et architecte de la construction de la Confédération canadienne sir John A. Macdonald[8].
- Japon : kagami biraki /鏡開き, fête d'échange de mochis (photo ci-contre).
- Maroc : fête de la résistance pour l'indépendance en référence à l'envoi en 1944 d'un manifeste public revendiquant l'arrêt de la colonisation française voire espagnole et l'indépendance du Maroc (voir plus haut).
- Népal : fête de l'unité en référence à Prithvi Narayan qui imposa le début de l'unification d'une première partie du territoire du pays dont il devint le roi en 1768.[réf. nécessaire]
- Porto Rico : hommage à Eugenio María de Hostos (en) pour célébrer la naissance en 1839 de cet intellectuel philosophe qualifié de citoyen de l'Amérique qui milita pour l'émancipation du pays.

### Religieuses
- Fêtes religieuses romaines : premier des deux jours des Carmentalia(e), fêtes en l'honneur de la demi-déesse Carmenta / Carmentis, etc., protectrice des femmes en couches et prophétesse d'Arcadie qui serait morte à 110 ans ; 
  - fêtes instituées par le Sénat romain au IIIe siècle av. J.-C. pour commémorer la lutte victorieuse des femmes romaines qui refusèrent d'avoir des enfants tant que le Sénat n'aurait pas restauré leur droit de voyager en voiture (à cheval ou porteurs) ; second jour de cette fête les 15 ianuarius / 15 janvier.
- Christianisme orthodoxe : lectures de Ro. 8, 28-39 et de Mt. 10, 16-22 avec « brebis » pour mot commun dans une version arménienne du lectionnaire de Jérusalem distinguant les deux personnages Pierre (Pierre Apsélamos (ou Balsamos)) et « Abisolon ».

### Saints des Églises chrétiennes

#### Saints des Églises catholiques et orthodoxes
Saints des Églises catholiques et orthodoxes :
- Honorate de Pavie (pl) († 500) vierge de Pavie, sœur de l'évêque saint Épiphane de Pavie.
- Hortens de Césarée (IIe siècle) évêque.
- Hygin († 140) 9e pape, martyr sous Antonin.
- Leuce de Brindes (it) († IIe siècle) 1er évêque de Brindisi.
- Paulin d'Aquilée († 802), patriarche d'Aquilée.
- Pierre Balsame († 311), martyr en Palestine.
- Salve (IIe siècle), martyr en Afrique.
- Tethwin († 880), moine à Redon en Bretagne.
- Théodose le Cénobiarque († 529), moine près de Bethléem.
- Tipasius († vers 297), soldat martyr à Tigava en Maurétanie.
- Vital de Gaza († VIIe siècle), moine de Gaza.

#### Saints et bienheureux des Églises catholiques
Saints et bienheureux des Églises catholiques :
- Anne Marie Anglarill († 1885), bienheureuse religieuse espagnole - fondatrice des religieuses de la Sainte-Famille d'Urgell.
- Bernard Scammacca († 1486), bienheureux religieux dominicain espagnol.
- François Rogaczewski († 1940), bienheureux prêtre polonais martyr au camp du Stutthof en Pologne.
- Guillaume Carter († 1584), bienheureux prêtre anglais martyr.
- Thomas de Cori († 1729), franciscain italien.

#### Saint des Églises orthodoxes,aux dates parfois"juliennes"ou orientales
- Michel († 1456), moine et fol-en-Christ au monastère de Klops en Russie[10].
- Théodose de Trebizonde († 1370), moine.

### Prénoms du jour[Où?]
Bonne fête aux Paulin et ses variantes ou équivalents : Pauline, Paolina, Paolino, Paulina, Paulino, Pauline-Marie, Paulinien, Paulinien(n)e, etc.
Et aussi aux :
- Carmenta, Carmentis, Nicostraté, Thémis, Tissandra (autres noms de la demi-déesse romaine Carmentis ci-avant ; voir aussi les Carmen, Carmel, Carmel(l)a et leurs variantes, célébrées les 16 juillet via Notre-Dame-du-Mont-Carmel en chrétienté).
- Aux Hernin et ses variantes ou équivalents autant bretons : Harn, Hern, Thernen, etc.
- Aux Hortense et ses variantes ou équivalents : Hortensia, Orthense, Ourtensi[réf. nécessaire], etc.
- Aux Hygin.

## Traditions et superstitions

### Dictons
- « À la saint Paulin, on compte les hirondelles autour d'Amiens. »[11],[12]
- « Dans la nuit du 11 au 12, regardez de quel côté le vent souffle : s'il vient de l'orient, il y aura mortalité de bestiaux ; s'il vient du midi, il y aura des malades ; s'il vient de l'occident, c'est signe de guerre ; s'il vient du Septentrion [nord], les champs sont menacés de stérilité. »[13]
- « Entre le 10 et le 20 janvier, les plus constants sont les chapiers [drapiers]. »[14]
- « Grosse pluie à la sainte Hortense, faudra diminuer la pitance. »[15]
- « Les douze premiers jours de janvier indiquent le temps qu'il fera les douze mois de l'année. »[16]

### Astrologie
- Signe du zodiaque : 21e jour du signe astrologique du Capricorne.